# 平下斐雄
平下 斐雄（ひらした あやお）は日本の歯学者、歯科医師。鶴見大学名誉教授。元鶴見大学歯学部歯科矯正学講座教授。元東京矯正歯科学会会長。

## 経歴
1966年九州歯科大学卒業、以後東京医科歯科大学、鶴見大学助手、講師、助教授を経て2001年より同大学教授。2008年退職し同名誉教授。

1973年 東京医科歯科大学より　歯学博士号を得る。論文の題は　「歯の移動時における骨芽細胞および骨細胞の電子顕微鏡的研究 」。

## 著書
- 平下斐雄、山本照子『歯は動く 矯正歯科臨床の生物学的背景』医歯薬出版、2006年3月1日。ISBN 978-4-263-45595-1。
- 平下斐雄 著「I編 総論 4章 咬合 III 不正咬合 III-1 不正咬合の疫学」、相馬邦道、飯田順一郎、山本照子、葛西一貴、後藤滋巳 編『歯科矯正学』（第5版）医歯薬出版、2008年3月25日。ISBN 978-4-263-45615-6。

## 所属団体
- 日本矯正歯科学会 理事[1]
- 東京矯正歯科学会 元会長[1]
- 日本歯科医学会 評議員[1]
- 歯科基礎医学会[1]
- 日本組織細胞化学会 評議員[1]
- 日本電子顕微鏡学会[1]
- 国際歯科研究学会[1]
- 国際歯科研究学会日本部会[1]
- 九州歯科学会 評議員[1]
- 口腔病学会[1]
- 鶴見大学歯学会[1]
- 日本学術会議評議員[1]

| 学職                                       | 学職                                                 | 学職                                                     |
| ------------------------------------------ | ---------------------------------------------------- | -------------------------------------------------------- |
| 先代 中島昭彦 第63回 2004年 福岡国際会議場 | 日本矯正歯科学会 大会長 第64回 2005年 パシフィコ横浜 | 次代 飯田順一郎 第65回 2006年 札幌コンベンションセンター |